# 68410 Nichols
68410 Nichols este un asteroid din centura principală de asteroizi.

## Descriere
68410 Nichols este un asteroid din centura principală de asteroizi. A fost descoperit pe 16 august 2001 la Anza, California de Michael Collins (astronom) și Minor White (astronom). Asteroidul prezintă o orbită caracterizată de o semiaxă mare de 2,68 ua, o excentricitate de 0,08 și o înclinație de 4,9° în raport cu ecliptica.